# Nikola Prce
Nikola Prce (* 31. August 1980 in Čapljina, SR Bosnien und Herzegowina, SFR Jugoslawien) ist ein bosnisch-herzegowinischer Handballspieler, der für den kosovarischen Verein KH Besa Famgas und die bosnisch-herzegowinische Nationalmannschaft aufläuft.

## Karriere
Nikola Prce spielte in Kroatien bei Badel 1862 Zagreb, mit dem er 1998 kroatischer Meister wurde. Später lief er beim RK Metković Jambo auf. Anschließend spielte Prce beim RK Izviđač Ljubuški und in der Saison 2006/07 in Österreich bei Bregenz Handball, mit dem er 2007 österreichischer Meister wurde. Von dort ging der 2,01 Meter große Rückraumspieler nach Spanien, wo er in der Liga ASOBAL bei Octavio Pilotes Posada, Ademar León und CB Ciudad de Logroño unter Vertrag stand. Anschließend unterschrieb er beim katarischen Al-Sadd Sports Club. Zur Saison 2013/14 wechselte er zum deutschen Bundesligisten TV Emsdetten, wo er einen Zweijahresvertrag unterschrieb. Am 22. Oktober 2013 wurde sein Vertrag mit dem TVE aus persönlichen Gründen aufgelöst. Im Januar 2014 unterschrieb er beim ungarischen Verein Pick Szeged, mit dem er 2014 den EHF Europa Pokal gewann. Ab 2014 lief er für den polnischen Verein KS Azoty-Puławy auf. Im Sommer 2019 wechselte er zum kosovarischen Erstligisten KH Besa Famgas.
Für die bosnisch-herzegowinische Nationalmannschaft bestritt Nikola Prce mindestens 117 Länderspiele. Sein erstes großes Turnier spielte er bei der Weltmeisterschaft 2015, bei der er den 20. Platz belegte. Bei der Europameisterschaft 2020 den 23. und vorletzten Platz. Mit 18 Toren war er bester Werfer seiner Mannschaft. Für die Europameisterschaft 2022 steht er mit 41 Jahren ebenfalls im Aufgebot.